# Carly Fiorina
Carly Fiorina, właśc. Cara Carleton Fiorina (ur. 6 września 1954 w Austin w Teksasie) – amerykańska bizneswoman i polityk, była prezes AT&T i Hewlett-Packard, kandydatka w prawyborach o nominację Partii Republikańskiej przed wyborami prezydenckimi w 2016.

## Życiorys
Ukończyła studia na Stanford University, następnie zrobiła MBA w Robert H. Smith School of Business na University of Maryland, College Park, a tytuł MS zdobyła w Massachusetts Institute of Technology.
W latach 1990-1995 była wiceprezesem, a w 1995 prezesem AT&T, następnie w latach 1996-1999 była prezesem Lucent Technologies a w latach 1999-2005 zarządzała Hewlett-Packardem. Następnie zasiadała w radach nadzorczych i była komentatorem telewizji Fox Business Network.
W 2015 wystartowała w wyścigu o nominację Partii Republikańskiej przed wyborami prezydenckimi w 2016. W lutym 2016 roku zrezygnowała z udziału w prawyborach. W kwietniu 2016, jeszcze w trakcie trwania prawyborów, Ted Cruz ogłosił Fiorinę kandydatką na wiceprezydenta u swego boku w razie zdobycia nominacji.